# Felicia rosulata
Felicia rosulata là một loài thực vật có hoa trong họ Cúc. Loài này được Yeo mô tả khoa học đầu tiên năm 1970.